# Dimitri Planchon
Pour les articles homonymes, voir Planchon.
Dimitri Planchon, né en 1977, est un auteur français de bande dessinée. 

## Biographie
Après ses études à l'École supérieure des arts décoratifs de Strasbourg, ses planches sont publiées dans les magazines Fluide glacial et L'Écho des savanes. Il est l'auteur de plusieurs albums.

## Ouvrages
- Jésus et les copains, Fluide glacial, 2005
- Blaise (série)
  - Blaise, opus 1, Glénat, 2009
  - Blaise, opus 2, Glénat, 2010
  - Blaise, opus 3, Glénat, 2012
    - Blaise : l'intégrale : Opus 1-2-3, et DVD de la série, Glénat, 2016  (ISBN 9782344018842)

## Adaptation en série animée
En 2016, sa série de bande dessinée Blaise est adaptée en série animée, pour Arte, dans un format de 3 minutes, pour trente épisodes. Elle est conçue et écrite par Dimitri Planchon, réalisée par Jean-Paul Guigue, et produite par Alexandre Gavras.
Les voix des parents sont interprétées par Léa Drucker et Jacques Gamblin.